# Ituren
Ituren – gmina w Hiszpanii, w Nawarze, o powierzchni 15,51 km². W 2011 roku gmina liczyła 518 mieszkańców.